# Чипенко Ростислав Анатолійович
Ростисла́в Анато́лійович Чипе́нко (21 жовтня 1978, м. Полтава, Полтавська область, Українська РСР — 8 травня 2017, м. Мар'їнка, Донецька область, Україна) — український десантник, сапер, молодший сержант Збройних сил України, учасник російсько-української війни.

## Життєпис
Народився 1978 року в Полтаві. Дід був кадровим військовим офіцером. Ростислав також з дитинства мріяв бути військовим, але отримав цивільних фах. Працював таксистом. Мешкав із родиною в селі Гожули біля Полтави.
Під час російської збройної агресії проти України у жовтні 2016 року вступив на військову службу за контрактом у 90-й окремий аеромобільний батальйон 81-ї окремої аеромобільної бригади. Спочатку служив у 1-ій аеромобільній десантній роті, але під час бойового злагодження на полігоні в Житомирі проходив курси саперів і захопився цією справою. Написав рапорт і перевівся до саперного підрозділу.
Молодший сержант, старший сапер інженерно-саперного взводу 90 ОАеМБ. У березні 2017 року зі своїм підрозділом відбув на територію проведення антитерористичної операції, виконував завдання в Кураховому та Мар'їнці. Окрім виконання бойових завдань брав участь у налагодженні мирного життя мешканців звільнених від російсько-терористичних угруповань населених пунктів. Наприклад, працював на розмінуванні кладовищ напередодні поминальних днів.
8 травня 2017 року близько 12:00, під час проведення дорозвідки поблизу села Славне Мар'їнського району, на території дачного масиву з боку окупованої Оленівки, ідучи попереду групи, підірвався на вибуховому пристрої з «розтяжкою». Прикривши собою чотирьох розвідників, зазнав мінно-вибухової травми та множинних осколкових поранень ніг і голови, був доставлений до медичного закладу, де проведені невідкладні реанімаційні заходи, але врятувати життя сапера не вдалося.
Похований 11 травня на Центральному міському кладовищі Полтави, на Алеї Героїв.
Залишилися батьки, дружина Алла Чипенко та троє дітей, — 13-річна донька Владислава і сини Артем та Денис, 8-ми та 6-ти років.

## Нагороди та вшанування
- Указом Президента України № 363/2017 від 14 листопада 2017 року, за особисту мужність і самовіддані дії, виявлені у захисті державного суверенітету та територіальної цілісності України, зразкове виконання військового обов'язку, нагороджений орденом «За мужність» III ступеня (посмертно)[6].
- У березні 2018 року, на визнання вагомих особистих заслуг перед Полтавщиною та Україною, за зразкове виконання військового і громадянського обов'язку, мужність і героїзм, виявлені у захисті державного суверенітету та територіальної цілісності України, занесений до Книги Пошани Полтавської обласної ради (посмертно)[7].